# Rodolfo Gabrielli
San Rodolfo Gabrielli, noto anche come san Rodolfo vescovo (Camporeggiano, 1034 – Gubbio, 17 ottobre 1064), è stato un monaco benedettino, vescovo di Gubbio dal 1059 al 1064; è venerato come santo dalla Chiesa cattolica.

## Biografia
Rodolfo nacque nel 1034 nel castello di Monte Cavallo, a Camporeggiano presso Gubbio, da Rodolfo e da Rezia Gabrielli, feudatari del luogo. La sua conversione religiosa avvenne a 17 anni, nel 1051, in occasione di una visita a Monte Cavallo di san Pier Damiani, allora priore dell'eremo di Fonte Avellana. Rodolfo, colpito dalla figura del grande mistico, decise, assieme alla madre vedova ed ai fratelli Pietro e Giovanni, di donargli il castello avito e gli altri possedimenti della famiglia. San Pier Damiani stabilì di costruire nella valle di Camporeggiano l'abbazia di San Bartolomeo, della quale fu primo abate Giovanni Gabrielli, mentre l'altro fratello Pietro, in seguito beatificato, nel 1057 entrò anch'egli come monaco a Fonte Avellana. Nell'abbazia, completata nel 1067, si può ancora oggi ammirare la "cripta di san Rodolfo", dove egli soleva pregare in solitudine.
Divenuto discepolo di san Pier Damiani a Fonte Avellana ("il vivaio di asceti"), Rodolfo vi studiò filosofia e teologia, eccellendo nella lingua latina. Decise quindi di prendere i voti e farsi benedettino. Divenuto sacerdote, intraprese una vita austera, fatta di preghiera e penitenza: usava torturarsi per fiaccare le esuberanze giovanili, portava il cilicio e decise di astenersi dal mangiare carne, uova e formaggio, e di dormire su una tavola di legno senza coperte. Indebolito dalla macerazione, ideò per la propria cella un ingegnoso sistema di corde per sostenersi durante la recitazione dei salmi. Fu uno zelante attuatore della pratica dell'autoaccusa pubblica delle proprie colpe, in occasione della quale chiedeva la fustigazione ad opera di due confratelli.
San Pier Damiani ebbe sempre un'alta opinione del giovane monaco: con una lettera, questo dottore della Chiesa aveva infatti chiesto a Rodolfo di «... rivedere i suoi scritti e correggere quanto vi potesse[ro] trovare di difforme dalla dottrina cattolica e dalla retta interpretazione della Sacra Scrittura.» Fu così che nel 1058, benché non avesse ancora raggiunto l'età canonica, san Pier Damiani lo propose al papa Niccolò II come proprio sostituto alla carica di vescovo di Gubbio, dalla quale egli stesso aveva ottenuto di essere esonerato. In occasione del Concilio Romano che si tenne a Roma nell'aprile dell'anno successivo (1059), il papa confermò la nomina, e per ubbidienza Rodolfo accettò la guida della diocesi, con "paziente disgusto" per la vita mondana che la carica comportava. Aveva solo 25 anni.
Anche da vescovo, tuttavia, Rodolfo seppe mantenere la purezza della vocazione monastica e non rinunciò alle austerità della vita eremitica. Era infatti solito dedicare molto tempo alle pratiche penitenziali, e mangiava soltanto pane avanzato ai servi e acqua. Non usava calzature e, solo d'inverno, usava zoccoli di legno. Tutti gli anni radunava il Sinodo Diocesano, ma proibì ai sacerdoti di portargli doni e versare gabelle. Era ottimo e convincente predicatore, dotto e zelante. Istruiva il clero e il popolo, visitava chiese e parrocchie, ma specialmente era sempre a contatto con i poveri e gli umili.
Il 25 gennaio 1063, su suggerimento di Rodolfo, il monastero di Camporeggiano e l'abbazia di San Bartolomeo, divenuti grandiosi e ricchi di possedimenti in varie contrade dell'Umbria, furono sottratti da papa Alessandro II alla giurisdizione del vescovo di Gubbio e sottomessi direttamente alla Santa Sede.
I lunghi e severi digiuni finirono tuttavia per indebolire Rodolfo, che si ammalò gravemente. Fu curato, forse dalla madre Rezia, e si ristabilì, ma riprese con nuovo ardore la pratica della penitenza. Una ricaduta lo portò così alla morte, "per consunzione", il 17 ottobre 1064. Il suo maestro san Pier Damiani scrisse che era passato «... da questa luce ingannatrice all'Autore della luce eterna», e decise di riprendere la guida della diocesi eugubina per continuarne l'opera, pur non diventandone mai formalmente vescovo.
Rodolfo fu sepolto nella cattedrale di Gubbio; il popolo eugubino lo acclamò subito santo per la sua carità esemplare e il suo distacco dal mondo. Il suo culto fu in seguito confermato da numerosi pontefici, e Rodolfo è oggi considerato il primo di una serie di tre grandi santi vescovi che riformarono la chiesa eugubina a cavallo tra l'XI e il XII secolo, gli altri essendo san Giovanni da Lodi e sant'Ubaldo. Il 26 giugno 1188 il suo corpo fu traslato nel nuovo edificio della cattedrale, dove gli fu consacrato un altare, scomparso tuttavia in seguito ai lavori di ristrutturazione eseguiti nel 1670.

## Il culto
Il Martirologio romano ricorda san Rodolfo il 26 giugno, data della traslazione del suo corpo nella cattedrale di Gubbio; localmente è festeggiato anche il 17 ottobre, data della morte. Il culto del santo è principalmente vivo nella città di Gubbio e nei dintorni.

## La fama
I dettagli sulla vita di san Rodolfo sono principalmente noti attraverso la biografia che san Pier Damiani volle dedicargli: la Vita Sancti Rodulphi Episcopi Eugubini. Quest'opera, scritta in forma epistolare, trova la sua origine nella lettera che san Pier Damiani scrisse al papa Alessandro II (che gli aveva ordinato di non inviargli che lettere edificanti, che meritassero di essere conservate) per annunciargli la morte del giovane vescovo. San Pier Damiani vi narra la vita di Rodolfo, ne loda lo spirito dedicato alla preghiera e alla penitenza, e ne sottolinea la profonda cultura teologica.
La lettera offre inoltre a san Pier Damiani l'occasione di tratteggiare le virtù e il modello del vescovo-eremita che applica alla guida della diocesi i principi della vita ascetica, secondo la formula quod in eremo didicit, in ecclesia non omisit (ciò che ha appreso nell'eremo, non lo ha dimenticato nella chiesa) e si presenta quindi come un piccolo compendio dedicato alla retta amministrazione delle diocesi.

## Iconografia
La più celebre immagine di san Rodolfo giunta fino a noi è opera di Pompeo Batoni: san Rodolfo è rappresentato, insieme al beato Pietro (suo fratello), alla beata Castora e al beato Forte, nella pala d'altare Madonna in trono con Santi e Beati della famiglia Gabrielli di Gubbio realizzata nel 1732 per la chiesa di San Gregorio al Celio, a Roma. Una seconda versione della stessa pala fu realizzata dal Batoni pochi anni dopo, nel 1736, per il medesimo committente, Forte Gabrielli di Gubbio, conte di Baccaresca, e destinata alla sua devozione privata; dal 1821 quest'opera si trova alle Gallerie dell'Accademia, a Venezia. Una terza rappresentazione si deve a Francesco Ferdinandi, detto l'Imperiali: si tratta di una pala d'altare realizzata per la chiesa di San Francesco, a Gubbio.